# Stenders Late Vermaak
Stenders Late Vermaak (uitgesproken als: Stenders leedvermaak) is een voormalig radio- en televisieprogramma. In 2007 werd het op tv uitgezonden door de commerciële omroep Tien. Later werden de uitzendingen herhaald op RTL 5.
Naderhand is Stenders Late Vermaak ook de titel van een radioprogramma van PowNed geweest, dat elke vrijdagavond werd uitgezonden door 3FM tussen september 2010 tot juli 2015, gepresenteerd door Rob Stenders. Het programma stopte toen Rob Stenders de overstap maakte naar AVROTROS. Stenders kreeg assistentie van Jelmer Gussinklo en Fred Siebelink. In het begin kreeg Stenders ook assistente van oppaskind Freek van Leeuwen en Erik Dikeb. Uiteindelijk had van Leeuwen zijn "DJ-examen gehaald" en was daarom toen niet langer deel van het programma en ook Erik Dikeb verliet het programma. Hiervoor kwamen Jamai Loman en Jeroen Kijk in de Vegte in de plaats. Zij waren op zeer regelmatige basis te gast in het programma. Verder was Danny Vera vaak te horen, onder meer als vertolker van fragmenten in de Popquiz die tussen 00:00 en 01:00 wordt gespeeld.

## Televisie
Stenders Late Vermaak was een satirische popquiz gepresenteerd door (en naar een idee van) Stenders. Het spel werd gespeeld door twee teams van elk drie personen. De vaste captains Jeroen Kijk in de Vegte en Guus Meeuwis moesten samen met hun team vragen over muziek beantwoorden. Een talisman (in vroegere uitzendingen joker genoemd), de zogenaamde Ronnie Tober, kon worden ingezet als een team op achterstand was geraakt.
De quiz bevatte onderdelen uit het radioprogramma Stenders Vroeg Op, waaronder: Seniorenzang met mevrouw 'Mama' Dikeb (de moeder van Eric Dikeb) en De vragen van premier Balkenende oftewel Jan Peter's Pop-Weetjes (met als antwoordmogelijkheden C, D en A, de letters die tezamen de naam van de Nederlandse politieke partij CDA vormen). Andere onderdelen waren onder meer Linke Linkjes, Hoe je heette, dat ben ik vergeten en De Dovendisco.
Het winnende team verdiende de Georgebeker (met daarop een portret van George Baker).
Op de Belgische commerciële zender VTM werd vanaf 17 maart 2007 de Belgische variant uitgezonden onder de titel De Foute Quiz. Dit programma werd gepresenteerd door Sergio met als vaste teamleiders Evi Hanssen en Isabelle A.
21 Jaar TROS Pop · 3FM BPM: MinistryOfBeats · 3FM Weekend Request · 3voor12Radio · AdreneLine · Altijd de eerste · ...And all that jazz · Andres · Angelique · Angeliques Afternoon · Annemieke Hier · Annemieke Plays · Anoûl · Arbeidsvitaminen · De Avondspits · De avonturen van Mark · Barend · Barend & Benner · Barend en Wijnand · De Bende van Van der Lende · De Boem Boem Disco Show · The Breakfast Club · Claudia d'r op · Club Carter · Curry en Van Inkel · De Dansbar · Dansen met Delsing · Dit is Domien · Domien, Jouw Ochtendshow · ... & dit is Claudia · Ekstra Weekend · Eva · Eva en Giel · Evers staat op · Frank & Eva: Welkom bij de club! · Franks feestje · GIEL · Harm dB · Hein · Herman · Het Betere Werk · Hier! · Jamie · Jan-Paul · Jasper · Joost · Jorien · Kaat tot Laat · Kevin · Lang leve het weekend! · LEX · Lieke · Markplaats · Mark + Rámon · Mega Top 30 · Michiel · Obi · De ochtenddienst · Olivier · De Orde van de Nacht · Parels van de nacht · Partij voor de Vrijdag · (P)laatwerk · RabRadio · Radio op 'n broodje · Rob · Rob & Wijnand en de Ochtendshow · Sanderdome · Sanders Vriendenteam · Saskia en Olivier · Slapen is voor Losers! · Slapen kan altijd nog · De Steen en Been Show · Studio Saskia · Superrradio · Tannaz · Thijs · Timur op 3FM · Vera on Track · Vier Sas! · Vrij · Weekend Wijnand · Wijnand · @Work · Xnoizz